# Sagittalata jucunda
Sagittalata jucunda är en insektsart som först beskrevs av Navás 1932.  Sagittalata jucunda ingår i släktet Sagittalata och familjen fångsländor. Inga underarter finns listade i Catalogue of Life.